# جوطة (الحنشة)
جوطة هو دُوَّار يقع بجماعة سيدي الطيبي، إقليم القنيطرة، جهة الرباط سلا القنيطرة في المملكة المغربية. ينتمي الدوّار لمشيخة الحنشة التي تضم 4 دواوير. يقدر عدد سكانه بـ 302 نسمة حسب الإحصاء الرسمي للسكان والسكنى لسنة 2004.

## روابط خارجية
- البوابة الوطنية للجماعات الترابية نسخة محفوظة 12 مارس 2018 على موقع واي باك مشين.
- المندوبية السامية للتخطيط